# Venezia Football Club
Maillots
Le Venezia Football Club, aussi appelé Venezia FC ou tout simplement Venezia, est un club italien de football basé à Venise, fondé en 1907.
Il évolue lors de la saison 2013-2014 en Serie C1, puis en 2014-2015 en Lega Pro. Après 12 ans, il retrouve la Serie B le 16 avril 2017, puis la Serie A le 27 mai 2021 après 19 ans.

## Histoire du club
Le Venezia Foot-Ball Club est fondé le 14 décembre 1907, lors d'une réunion à la Trattoria da Nane, près du Campo San Bartolomeo, par un groupe d'athlètes de la « Società Sportive Marziale e Reyer » (le plus ancien club omnisports d'Italie). Le premier président désigné est Davide Fano, qui s’attelle à la tâche pour mettre en place les structures du club, et reste en fonction jusqu'à la Première Guerre mondiale.

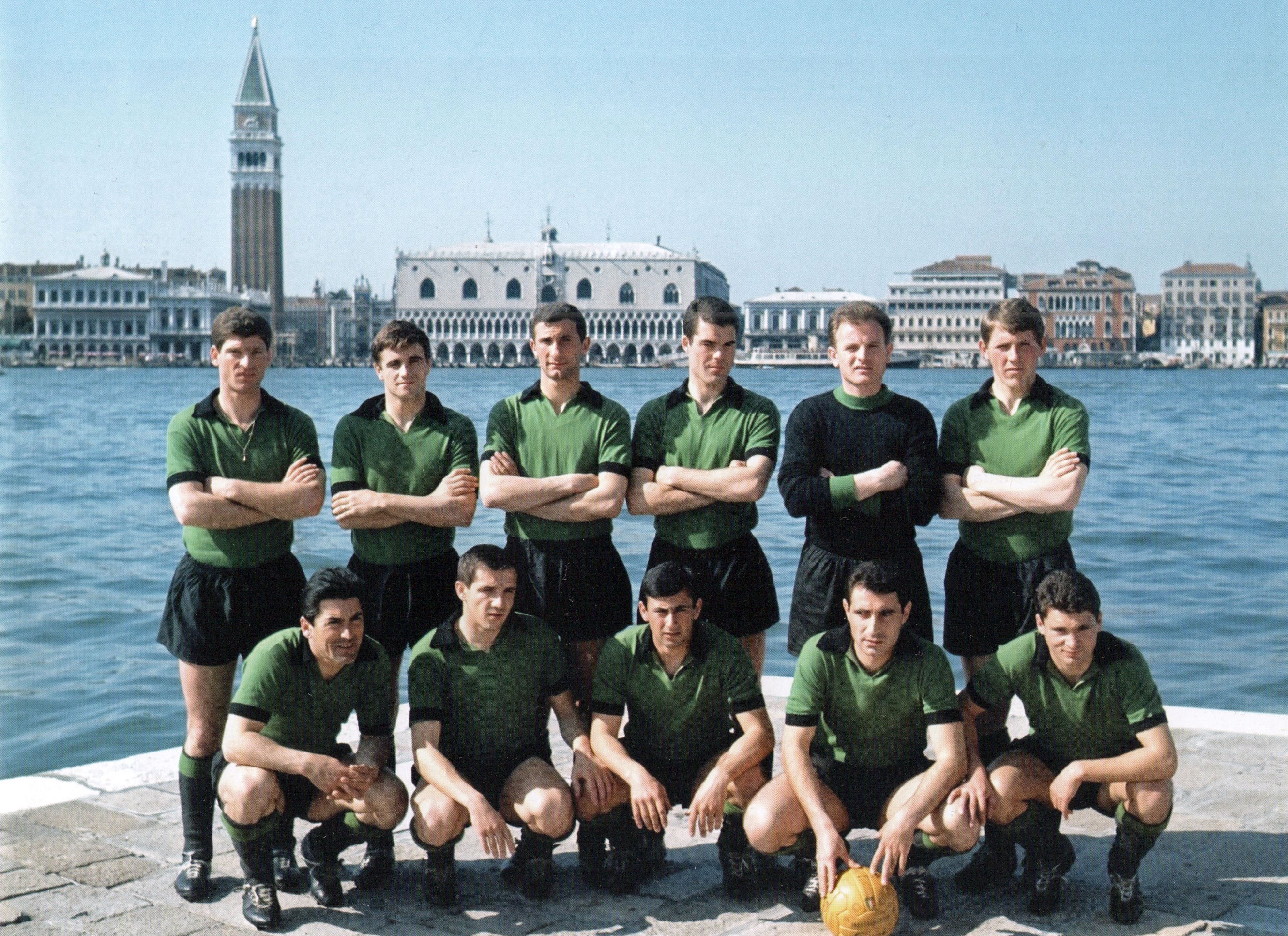
Les lagunari de la saison 1963-1964, en face des campanile de Saint-Marc et palais des Doges.

Les joueurs de la Cité des Doges connaissent leurs heures de gloire lorsqu'ils remportent la Coupe d'Italie en 1941.
L'AC Venezia connaît également son heure de gloire à l'issue de la saison 1997-1998, lorsque son entraîneur de l'époque, Walter Novellino, conduit le club jusqu'en Serie A. Le club n'avait plus évolué dans cette division depuis la saison 1966-1967.
Le club est renommé Foot Ball Club Unione Venezia en 2009, année où il relève le palmarès sportif de la Società Sportiva Calcio Venezia, en faillite.
Le mot Unione est une référence à la fusion, survenue en 1987, entre les deux principaux clubs de la ville : l'AC Venezia, l'équipe de la lagune, dont les couleurs étaient le noir et le vert, et l'AC Mestre, l'équipe de la terre ferme, qui jouait ses matchs en noir et orange.
Le nouveau club a utilisé la dénomination Venezia-Mestre de 1987 à 1990, date à laquelle il a changé son nom en AC Venezia 1907.
Cette fusion a causé une profonde division, tout au long des années 1990, entre les supporters favorables à l'union (appelés unionisti) et une minorité d'opposants (les separatisti). Ces derniers ont refondé quelque temps après les anciennes sociétés, qui évoluent actuellement dans des séries régionales.
Aujourd'hui le mot Unione accompagne toujours le nom de l'équipe, et ceci pour la différencier des autres clubs de la ville, mais également pour marquer sa particularité historique.
Le 12 octobre 2018, Walter Zenga est nommé entraîneur du club, en remplacement de Stefano Vecchi.

## Identité du club

### Changements de nom
- 1907-1919 : Venezia Foot-Ball Club
- 1919-1930 : Associazione Calcio Venezia
- 1930-1934 : Società Sportiva Serenissima
- 1934-1935 : Associazione Fascista Calcio Venezia
- 1935-1945 : Associazione Fascista Calcio Venezia
- 1945-1983 : Associazione Calcio Venezia
- 1983-1987 : Calcio Venezia
- 1987-1989 : Calcio VeneziaMestre
- 1989-2005 : Associazione Calcio Venezia
- 2005-2009 : Società Sportiva Calcio Venezia
- 2009-2015 : Foot Ball Club Unione Venezia
- 2015-2016 : Venezia Football Club Società Sportiva Dilettantistica
- 2016- : Venezia Football Club

### Logos

Historique des logos du club
1990-2005
2005-2009
2009-2011
2011-2013
2013-2015
2015-2022
Depuis 2022 (avec wordmark)
Depuis 2022

## Palmarès et résultats

### Palmarès

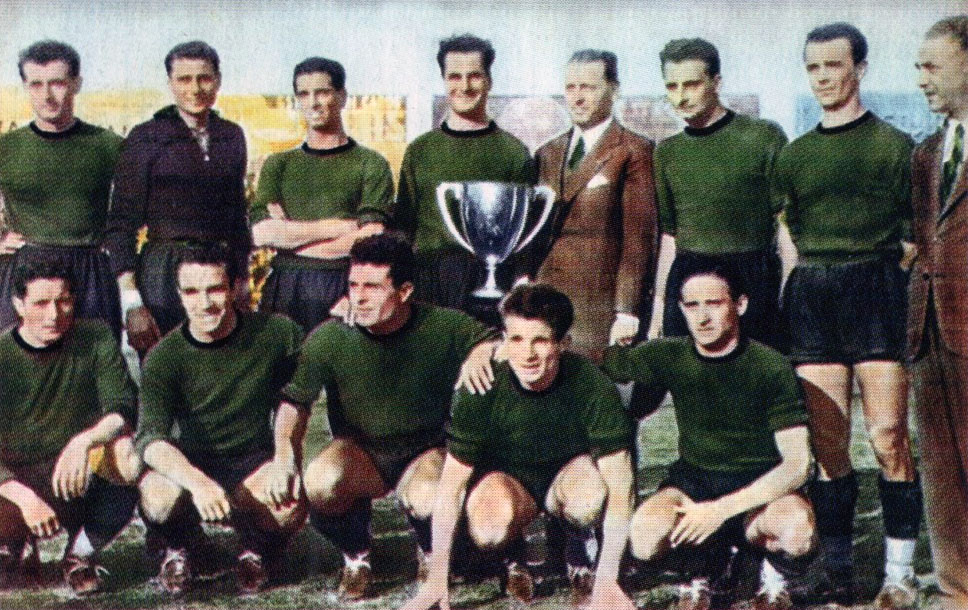
Les neroverdi posant avec le trophée de la Coupe d'Italie 1940-1941

- Coupe d'Italie (1)
  - Vainqueur : 1941

- Championnat de Serie B (2)
  - Champion : 1961 et 1966

- Championnat de Serie C1 (2)
  - Champion : 1936 et 1956

- Championnat de Serie C2 (1)
  - Champion : 2006

- Championnat de Serie D
  - Champion : 2011

- Play-off de Serie C2 (1)
  - Vainqueur : 2013

### Records individuels
|   | Nom               | Matchs | Dates                      |
| - | ----------------- | ------ | -------------------------- |
| 1 | Sandro Puppo      | 145    | 1939-1944, 1946-1947       |
| 2 | Silvio Di Gennaro | 144    | 1939-1947                  |
| 3 | Francesco Pernigo | 135    | 1938-1947                  |
| 4 | Víctor Tortora    | 112    | 1938-1943, 1944, 1946-1947 |
| 5 | Lidio Stefanini   | 104    | 1938-1943                  |

|   | Nom               | Buts | Dates     |
| - | ----------------- | ---- | --------- |
| 1 | Francesco Pernigo | 45   | 1938-1947 |
| 2 | Filippo Maniero   | 39   | 1998-2002 |
| 3 | Giovanni Alberti  | 35   | 1938-1947 |
| 4 | Gino Raffin       | 22   | 1960-1963 |
| 5 | Valeriano Ottino  | 13   | 1945-1948 |
| - | Ezio Loik         | 13   | 1940-1942 |

## Joueurs et personnalités du club

### Effectif professionnel actuel
Le premier tableau liste l'effectif professionnel du Venezia FC pour la saison 2024-2025. Le second recense les prêts effectués par le club lors de cette même saison.
En grisé, les sélections de joueurs internationaux chez les jeunes mais n'ayant jamais été appelés aux échelons supérieurs une fois l'âge-limite dépassé ou les joueurs ayant pris leur retraite internationale.

### Joueurs emblématiques
- Mauro Bressan
- Marco Delvecchio
- Maurizio Ganz
- Giuseppe Iachini
- Ezio Loik
- Filippo Maniero
- Valentino Mazzola
- Flavio Roma
- Fabio Rossitto
- Simone Pavan
- Michele Serena
- Andrea Silenzi
- Christian Vieri
- Dejan Petković
- Tomislav Rukavina
- Igor Budan
- Jimmy Algerino
- Lucien Leduc
- Juan Santisteban
- Luis Oliveira
- Michael Konsel
- Daniel Andersson
- Joachim Björklund
- Runar Berg
- Fábio Bilica
- Alessandro Mancini
- Pablo Garcia
- Federico Magallanes
- Álvaro Recoba
- Augustine Ahinful
- Nii Lamptey
- Hiroshi Nanami